# Азербайджанська державна нафтова академія
Азербайджанський державний університет нафти та промисловості (азерб. Azərbaycan Dövlət Neft və Sənaye Universiteti) — вищий навчальний заклад в Баку (Азербайджан). Цей виш був створений на основі професійно-технічної школи, організованої в січні 1905 року.
У 1919 році навчальний заклад був перейменований в Бакинську політехнічну школу з трьома відділеннями: архітектурно-будівельним, електротехнічним і нафтопромисел.
У 1920 році школа була перетворена в Азербайджанський індустріальний інститут. Цей виш складався з п'яти факультетів: нафтопромислу, електротехнічного, будівельного, сільськогосподарського і промислового. До 1923 навчальний заклад випустив перших трьох студентів, а до 1927 року це число підвищилося до 289 фахівців.
За багато років інститут неодноразово міняв назву, відкривав нові факультети і кафедри, залишаючись при цьому одним з найпрестижніших азербайджанських вишів.
У 1950 році від Азербайджанського індустріального інституту відокремився Бакинський (пізніше отримав назвою Азербайджанського) політехнічний інститут. 21 березня 1992 року, після виходу Азербайджану зі складу Радянського Союзу, виш став називатися Азербайджанською державною нафтовою академією.
У 1993 академія поміняла свої навчальні плани відповідно до західних моделей: її перші бакалаври і магістри закінчили навчання в 1997 році. Академія працювала із західними університетами, щоб модернізувати свої програми, особливо з державним університетом Джорджії. Академія наразі має програми з низкою міжнародних університетів.
Азербайджанська нафтова державна академія є загальновизнаним у світі центром навчання нафтових фахівців. Диплом Академії визнаний у всьому світі.
Найвідоміші випускники вишу:
- Берія Лаврентій Павлович — радянський державний і політичний діяч
- Сабіт Оруджев — Міністр Газової промисловості СРСР
- Байбаков Микола Костянтинович — голова Держплану СРСР
- Вагіт Алекперов — президент нафтової компанії «ЛУКОЙЛ» (Росія)
- Керім Керімов — голова Державної комісії з пілотованих польотів
- Рустам Ібрагимбеков — кінодраматург
- Фарман Салманов — геолог
- Жозе Едуарду душ Сантуш — Президент Анголи
- Аліш Лемберанський — екс-мер Баку
- Ізет Оруджова — азербайджанський радянський хімік, академік АН АзРСР

## Події
- 30 квітня 2009 року в академії сталася стрілянина.